# Novîi Kalîniv
Novîi Kalîniv (în ucraineană Новий Калинів) este o așezare de tip urban din raionul Sambir, regiunea Liov, Ucraina. În afara localității principale, nu cuprinde și alte sate.

## Demografie
Componența lingvistică a așezării de tip urban Novîi Kalîniv
     Ucraineană (91,49%)
     Rusă (7,92%)
     Alte limbi (0,39%)
Conform recensământului din 2001, majoritatea populației așezării de tip urban Novîi Kalîniv era vorbitoare de ucraineană (91,49%), existând în minoritate și vorbitori de rusă (7,92%).